# Грибово (Владимирська область)
Грибово (рос. Грибово) — присілок у Петушинському районі Владимирської області Російської Федерації.
Входить до складу муніципального утворення Петушинське сільське поселення. Населення становить 44 особи (2010).

## Історія
Присілок розташований на землях фіно-угорського народу мещери.
Від 12 липня 1929 року належить до Петушинського району, утвореного спочатку у складі Орєхо-Зуєвського округу Московської області.
Згідно із законом від 13 жовтня 2004 року входить до складу муніципального утворення Петушинське сільське поселення.

## Населення
| 1859 | 1905 | 1926 | 2002 | 2010 |
| ---- | ---- | ---- | ---- | ---- |
| 121  | ↗175 | ↗203 | ↘53  | ↘44  |